# Jacobo de Testera
Le frère Jacobo de Testera (né à Bayonne en France, décédé au Mexique le 8 août 1543), dont le nom est parfois francisé en Jacques de Testera, était un missionnaire franciscain ayant participé à l'évangélisation des peuples autochtones de la Nouvelle-Espagne au XVIe siècle. Les catéchismes testériens sont nommés d'après lui. Prédicateur au palais de Charles Quint, il écrit à celui-ci en 1533 pour se positionner contre l'esclavage des Nahuas.